# زوج (فیلم ۱۹۹۹)
زوج (به تامیلی: Jodi) فیلمی است محصول سال ۱۹۹۹ و به کارگردانی پراون گاندهی است. در این فیلم بازیگرانی همچون پراشانت، سیمران، ویجایاکومار، نثار، سریویدیا، آمبیکا، تریشا، رامش آراویند و ایشا کوپیکار ایفای نقش کرده‌اند.